# Fótis Katsikáris
Fótis Katsikáris (grec moderne : Φώτης Κατσικάρης), né le 16 mai 1967, à Korydallos, en Grèce, est un joueur et entraîneur grec de basket-ball. Il évolue durant sa carrière au poste de meneur.

## Biographie
Katsikáris est nommé entraîneur de l'équipe nationale grecque en juin 2014.
Katsikáris rejoint le Lokomotiv Kouban-Krasnodar à l'été 2016 mais en novembre, le Lokomotiv et Katsikáris rompent le contrat qui les unit.
En janvier 2017, Oscar Quintana est limogé de son poste d'entraîneur du CB Murcie et est remplacé par Katsikáris.
En décembre 2017, Katsikáris remplace Nenad Marković au poste d'entraîneur de l'Iberostar Tenerife. Il quitte le club à la fin de la saison et est remplacé par l'ancien entraîneur du club, Txus Vidorreta.

## Palmarès
- Meilleur entraîneur de l'EuroCoupe 2012-2013